# Olivia Maurel
Olivia Maurel (Louisville, Kentucky, 10 de diciembre de 1991) es una activista suiza-franco-estadounidense contraria a la gestación subrogada. Está casada con Matthias Maurel y tiene tres hijos. Se declara feminista y atea y es portavoz de la Declaración de Casablanca, un grupo de expertos que lucha contra esta práctica.

## Biografía
Olivia Maurel nació en Louisville, Kentucky, Estados Unidos, el 10 de diciembre de 1991por maternidad subrogada. Según su testimonio ante el Parlamento Checo, sus padres hicieron planes para tener un hijo y, debido a la edad de su madre y sus problemas de infertilidad, fue imposible tener un hijo biológico. La madre de intención de Olivia ya tenía un hijo de su primer matrimonio, pero su padre deseaba un hijo con sus propios genes. Decidieron recurrir a una madre subrogada a través de una agencia en Kentucky.
A través de esta agencia, fueron emparejados con una madre subrogada. Como explica la misma Olivia, la madre subrogada tenía sus propias razones para optar por la gestación subrogada, en gran parte debido a un trágico incidente familiar. Además de eso, tenía cuatro hijos de los que cuidar. “Posiblemente necesitaba el dinero” declara Maurel. Ella considera que su vida comenzó con un abandono. “Nací y, antes de que mi madre siquiera me viera, fui vendida.”Ha explicado que siempre “sintió una discrepancia” entre lo que sus padres le contaban y su verdadera historia.
Olivia comenzó a hacer su propia búsqueda a la edad de diecisiete años. Descubrió que, donde ella había nacido, en Louisville (Kentucky) había varias agencias de subrogación. Era el único modo para que sus padres pudieran tener un hijo. Era la única forma en que la madre que la iba a adoptar podría tener un hijo a su edad y en un pueblo donde no tenían lazos familiares. Olivia dice que pasó por fases de adicción y problemas psicológicos que atribuye a la genética de su madre biológica y al hecho de que fue separada al nacer de su madre. Ella dice explícitamente que la gestación subrogada le ha causado un gran daño. A los treinta años, dice que la madre de su esposo, al ver sus muchas preguntas, le ofreció una prueba de ADN.  'Coincidió en la base de datos con un primo, a quien contacté, que me puso en contacto con mi medio hermano y luego con mi madre biológica, mi madre subrogada’ afirma.Así es cómo supo, en 2022, con prueba tangible, de que había sido concebida con el esperma de su padre de intención a través de una madre subrogada en los Estados Unidos.
Olivia se licenció y realizó un master en Derecho bancario y tributario  en la Universidad de Niza-Sophia-Antipolis. Posteriormente completó su formación universitaria, realizando un master en economía y gestión de recursos humanos en la Université Côte d’Azur.

## Activismo
Desde junio de 2023, Maurel ha sido muy activa en Instagram, TikTok y Twitter haciendo campaña a favor de la abolición internacional de la práctica de la gestación subrogada. Afirma que detrás de la decisión de hacer público su situación estaba el deseo inicial de 'romper el vacío’ con sus padres, ya que nunca lo había afrontado con ellos directamente. Cuando descubrió que nació a través de la gestación subrogada, comenzó a abogar por los derechos de los niños y por la abolición de la gestación subrogada. Ella declara que las historias bonitas 'no hacen que la práctica sea más ética'. Los niños no deberían ser nunca ‘sujetos de transacción’ afirma.  
También en 2023, se convirtió en portavoz de la Declaración de Casablanca, firmada el 3 de marzo de 2023 por más de un centenar de expertos de todo el mundo. Maurel y los defensores de esta Declaración de Casablanca para la prohibición de los vientres de alquiler argumentan que la maternidad subrogada va en contra de los derechos de los niños y de las mujeres. El texto de la Declaración de Casablanca propone un Convenio Internacional para la Abolición de la Gestación Subrogada.
Maurel declara que la gestación subrogada ‘es un «mercado muy lucrativo reservado a los ricos», y que se trata de una «esclavitud moderna’. Además, se describe a sí misma como feminista y considera que su lucha contra la gestación subrogada ‘iluminó’ su activismo en favor de los derechos de la mujer. Cree que las madres de alquiler son ‘víctimas comprensibles de un sistema que les promete dinero’.
Desde 2023, Olivia Maurel se ha reunido con varias figuras políticas, como Reem Alsalem, Relatora Especial sobre la violencia contra las mujeres y las niñas, sus causas y consecuencias. Además, ha llevado su causa al Parlamento Europeo, a las Naciones Unidas en Nueva York y Ginebra y a varios parlamentos europeos, como el Parlamento Checo o el Parlamento croata. Además, se reunió con el Papa Francisco el 4 de abril de 2023, en una audiencia privada.